# عشة الحمادي (المضاربة والعارة)

تعديل مصدري - تعديل

عشة الحمادي هي إحدى قرى عزلة المضاربة بمديرية المضاربة والعارة التابعة لمحافظة لحج في اليمن، بلغ تعداد سكانها 267 نسمة حسب تعداد اليمن لعام 2004.